# Geostiba melanocephala
Geostiba melanocephala é uma espécie de insetos coleópteros polífagos pertencente à família Staphylinidae.
A autoridade científica da espécie é Crotch, tendo sido descrita no ano de 1876.
Trata-se de uma espécie presente no território português.